# فينكاترامان راماكريشنان
فينكاترامان «فينكي» راماكريشنان (بالتاميلية: வெங்கடராமன் ராமகிருஷ்ணன்)‏ هو عالم أمريكي من أصل هندي حاصل على جائزة نوبل في الكيمياء عام 2009 بالاشتراك مع الأمريكي توماس ستايتز والإسرائيلية أدا يوناث، وذلك لأبحاثهم في تركيب ووظائف الريبوسوم.
ولد راماكريشنان في ولاية تاميل نادو الهندية عام 1952 وهو سابع شخص من أصول هندية يحصل على جائزة نوبل. حصل على درجة البكالوريوس في الفيزياء عام 1971 من جامعة بارودا في جوجارات بالهند، ثم هاجر إلى الولايات المتحدة لاستكمال دراسته ولكنه استقر هناك وحصل على الجنسية الأمريكية.
حصل على درجة الدكتوراه في الفيزياء من جامعة أوهايو ثم انتقل إلى جامعة كاليفورنيا حيث عمل بين عامي 1976 و1978 وهناك شارك الدكتور ماوريسيو مونتال أحد علماء كيمياء الأغشية محولاً مساره من الفيزياء إلى العلوم البيولوجية.
أثناء زمالته بجامعة ييل الأمريكية أجرى أبحاثاً حول خريطة للوحدة الريبوسومية الصغرى في بكتيريا الإشريكية القولونية (أي كولاي) وذلك باستخدام تقنية تفريق النيوتونات، وكانت هذه الأبحاث هي بداية اهتمامه بدراسة الريبوسومات.

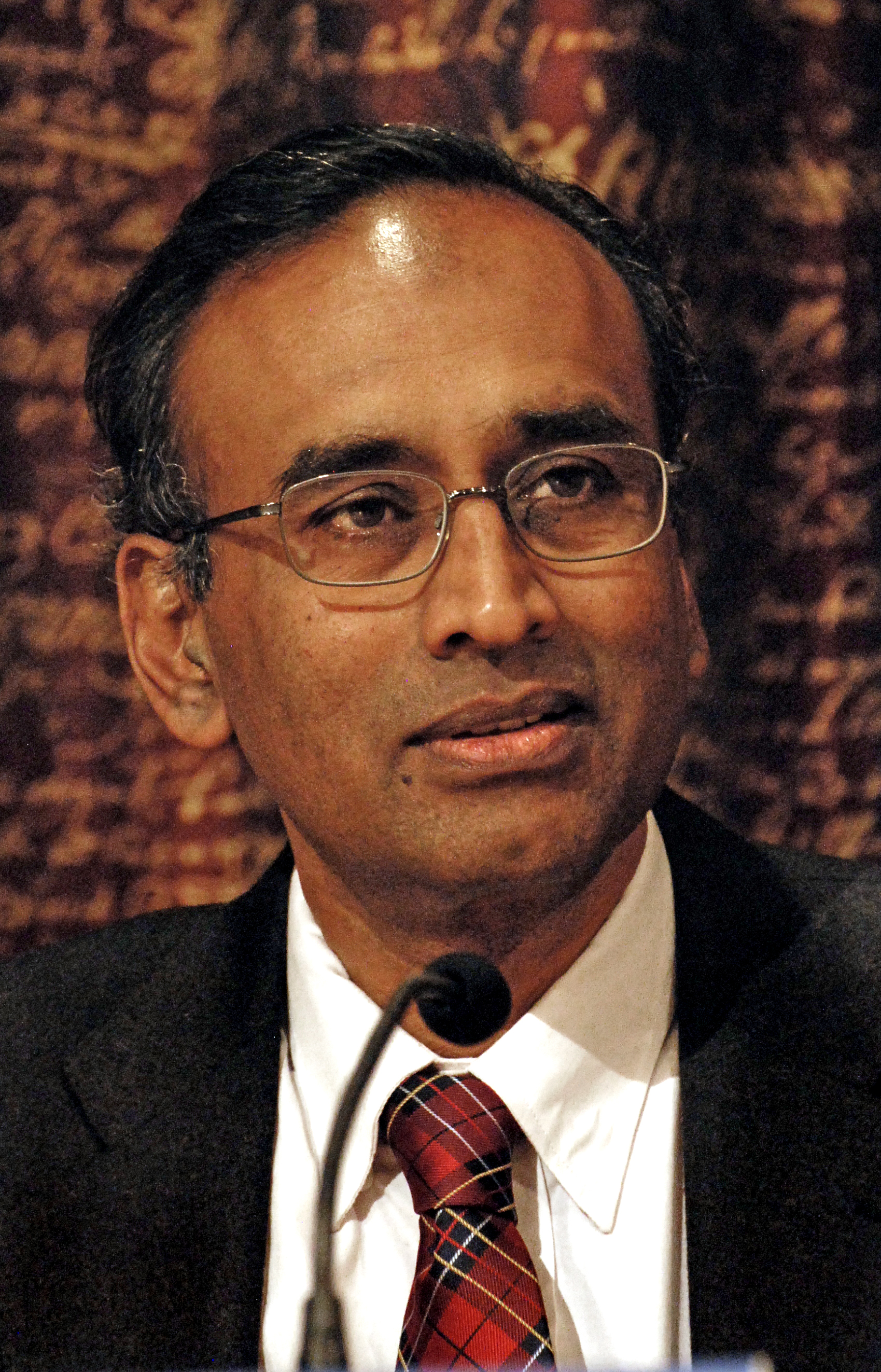
راماكريشنان في المؤتمر الصحفي لجائزة نوبل عام 2009.

يعمل راماكريشنان حالياً بمختبر البيولوجيا الجزيئية التابع لمجلس الأبحاث الطبية «إم آر سي» في مدينة كامبردج البريطانية وقد قام راماكريشنان بنشر العديد من الأبحاث العلمية في العديد من الدوريات الأكاديمية المختصة.